# روجر تشارتير
روجر تشارتير (بالفرنسية: Roger Chartier)‏ هو مؤرخ ثقافي ‏ ومدرس فرنسي وسويدي، ولد في 9 ديسمبر 1945 في ليون في فرنسا.